# Алахар
Алахар (ісп. Alájar) — муніципалітет в Іспанії, у складі автономної спільноти Андалусія, у провінції Уельва. Населення — 806 осіб (2010).
Муніципалітет розташований на відстані близько 380 км на південний захід від Мадрида, 70 км на північ від Уельви.
На території муніципалітету розташовані такі населені пункти: (дані про населення за 2010 рік)
- Алахар: 673 особи
- Ель-Кабесуело: 2 особи
- Ель-Калабасіно: 106 осіб
- Ель-Кольядо: 22 особи
- Ла-Пенья-де-Аріас-Монтано: 3 особи
- Сан-Бартоломе: 0 осіб
- Лос-Мадроньєрос: 0 осіб

## Демографія
Динаміка населення (INE ):

## Галерея зображень

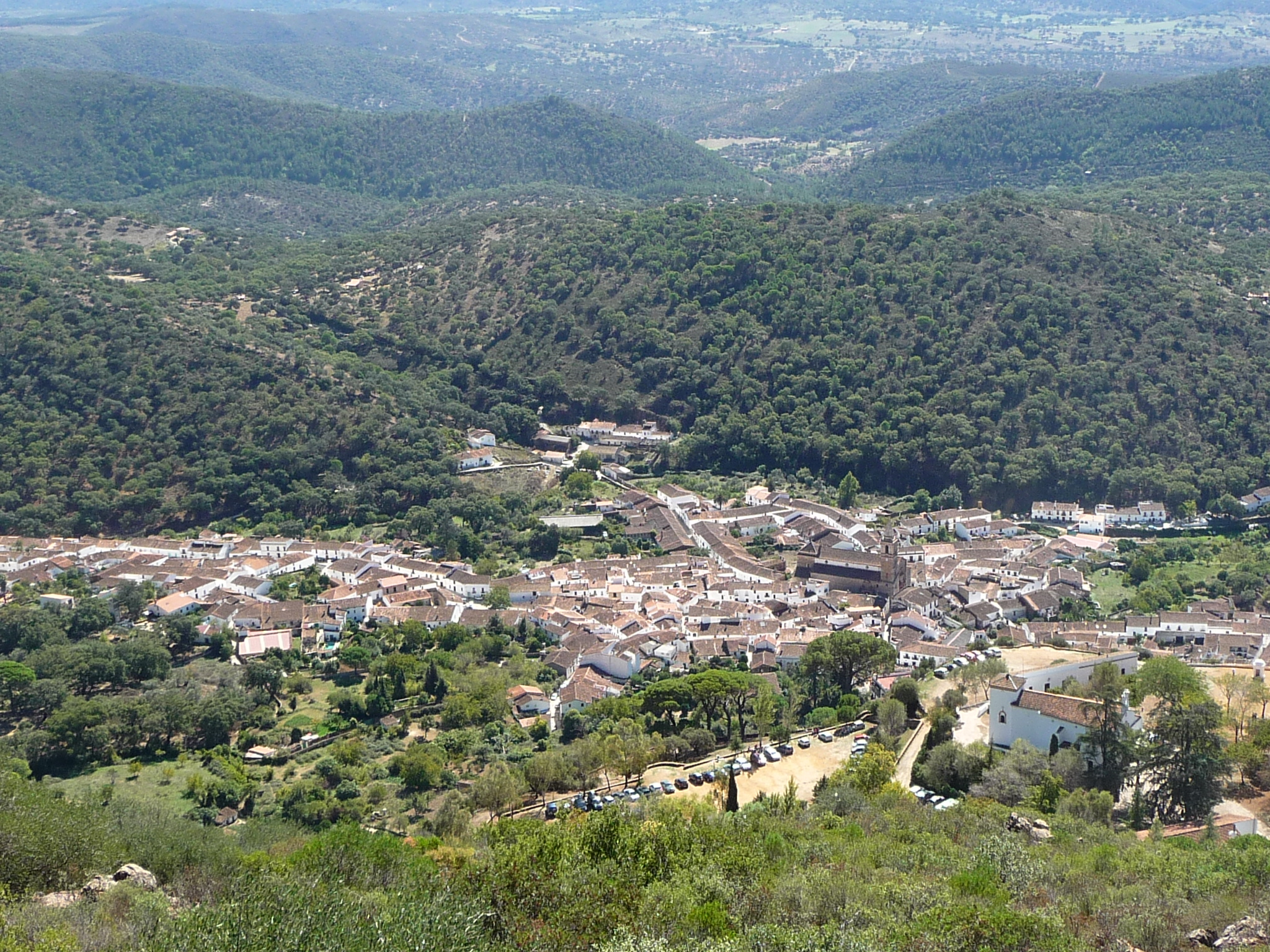
Алахар
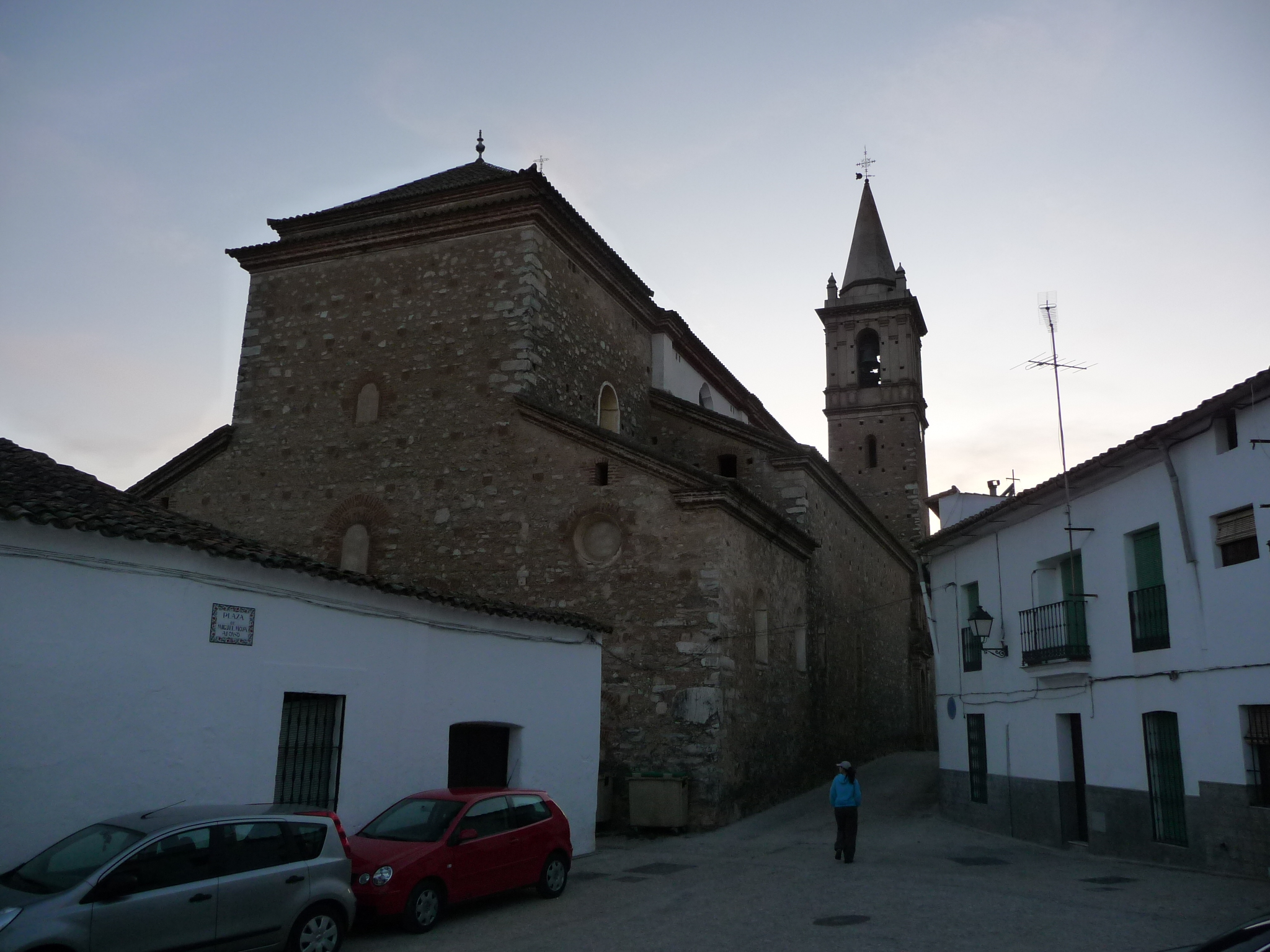
Церква Сан-Маркос, Алахар